# Deon Burton
Deon John Burton (Reading, 25 ottobre 1976) è un ex calciatore giamaicano, attaccante.
Prese parte con la sua nazionale a Francia '98, prima e finora unica partecipazione della Giamaica ad un campionato mondiale di calcio.
Durante lo svolgimento del torneo, venne soprannominato il Ronaldo giamaicano, per la somiglianza fisica e lo stesso ruolo in campo dell'allora campione brasiliano.

## Palmarès

### Club

#### Competizioni nazionali
- Campionato inglese di quarta divisione: 1

Gillingham: 2012-2013